# 해안초등학교 (강원)
해안초등학교는 대한민국 강원특별자치도 양구군 해안면 현리에 있는 초등학교다.

## 학교 연혁
- 1933년 7월 7일 해안공립보통학교 개교
- 1938년 4월 1일 매동공립심상소학교로 개칭
- 1941년 4월 1일 매동공립국민학교로 개칭
- 1958년 1월 13일 해안국민학교 수복, 개교(4학급)
- 1987년 2월 16일 병설유치원 1학급 개원
- 1996년 3월 1일 해안초등학교로 명칭 변경
- 1997년 3월 1일 특수학급 1학급 인가
- 2002년 12월 13일 다목적 체육관 준공 (310.25평)
- 2006년 10월 2일 급식소 개축 준공
- 2006년 10월 30일 식물생태공원 조경
- 2019년 9월 1일 제22대 한춘자 교장 부임
- 2020년 1월 7일 제64회 졸업(총 인원 2,192명)

## 참고 자료
- 해안초등학교 - 한국교육학술정보원 학교알리미